# Metanivka, Teplîk
Metanivka (în ucraineană Метанівка) este o comună în raionul Teplîk, regiunea Vinnița, Ucraina, formată numai din satul de reședință.

## Demografie
Componența lingvistică a satului Metanivka
     Ucraineană (99,37%)
     Alte limbi (0,63%)
Conform recensământului din 2001, majoritatea populației satului Metanivka era vorbitoare de ucraineană (99,37%), existând în minoritate și vorbitori de alte limbi.